# Rudolph Minkowski
Pour les articles homonymes, voir Minkowski.
Rudolph Minkowski (né Rudolf Leo Bernhard Minkowski le 28 mai 1895 - 4 janvier 1976) est un astronome germano-américain. Son père est le physiologiste Oskar Minkowski et son oncle est le mathématicien et physicien Hermann Minkowski.

## Biographie
Il naît à Strasbourg d'un famille d'origine lituanienne, il étudie à l'université de Breslau mais ses études sont interrompues par la Première Guerre mondiale pendant laquelle il sert dans l'armée allemande. Après la guerre, il passe son doctorat. Il travaille en Allemagne jusqu'à ce que la montée du nazisme lui fasse perdre son poste de professeur. Il part aux États-Unis, d'abord dans l'intention d'y rester un an. Pendant son séjour, il apprend qu'il a perdu son emploi en Allemagne. Son poste à l'observatoire du Mont Wilson est reconduit en un poste permanent.

## Carrière
En Allemagne, il travaille principalement sur des problèmes de spectroscopie plus orienté vers la physique que l'astronomie, la largeur des lignes spectrales, la détermination de leur structure fine, leurs absorptions etc. Aux États-Unis, il se tourne vers des problèmes plus proches de l'astronomie et de la radioastronomie où son expérience de la spectroscopie lui est précieuse.
En collaboration avec Walter Baade, il étudie les supernovae. Leur classification des supernovae en type I et II basés sur leurs caractéristiques spectrales a été utile comme moyen de déterminer les distances de galaxies. En 1960, Minkowski découvre une galaxie avec un décalage vers le rouge de 0.48 (3C 295). Il faut attendre 15 ans et la découverte du premier quasar pour que ce record soit battu.
Minkowski prend la tête du POSS (Palomar Observatory Sky Survey), un relevé astronomique du ciel de l'hémisphère nord des objets jusqu'à une magnitude apparente de 22. Il codécouvre avec Albert George Wilson l'astéroïde Apollon Géographos en 1951.

## Distinctions
- médaille Bruce en 1961

## Hommages
- Un cratère sur la Lune est nommé Minkowski.
- L'astéroïde (11770) Rudominkowski
- Objet de Minkowski : pouponnière d'étoiles issue du trou noir central de la galaxie NGC 541 au sein de l'amas de galaxies Abell 194